# Akemi Murakami
Akemi Murakami (japanisch 村上明美 Murakami Akemi; * 29. November 1983 in Osaka) ist eine japanische Pianistin, die in Deutschland als Liedduo- und Kammermusikpartnerin tätig ist.

## Biografie
Akemi Murakami studierte zunächst in Kyoto, wo ihr 2006 eine Schrift des Liedpianisten Helmut Deutsch die Anregung gab, sich auf Liedbegleitung zu spezialisieren. Hierfür wechselte sie nach Freiburg und erwarb dann ihr Meisterklassendiplom in Liedgestaltung an der Hochschule für Musik und Theater München bei Helmut Deutsch und Donald Sulzen. Sie ist offizielle Begleiterin für Gesang beim ARD-Musikwettbewerb und bei Festivals wie dem Heidelberger Frühling und der Schubertiade Schwarzenberg. Bei BR-Klassik wirkt sie im Jugendmagazin SWEET SPOT (vorher U21vernetzt) regelmäßig an Sendungen mit, in denen Liedsänger vorgestellt werden.
Sie trat als Klavierpartnerin bekannter Gesangssolisten wie z. B. Benjamin Appl, Thomas E. Bauer, Daniel Behle, Okka von der Damerau, Angelika Kirchschlager und Julian Prégardien auf. Seit 2011 bildet sie zusammen mit dem Bariton Andreas Burkhart ein festes Liedduo.
Akemi Murakami ist Initiatorin und künstlerische Leiterin der seit Anfang 2017 in München stattfindenden Konzertreihe Liederleben, für die sie namhafte Gesangssolisten verpflichtet und selbst den Klavierpart übernimmt.

## Diskografie
- Goethe-Lieder (Schubert, Liszt, Wolf). Andreas Burkhart, Bariton, Akemi Murakami, Klavier. CD erschienen bei Spektral, Regensburg, 2018.